# Vitrea meijeri
Vitrea meijeri is een slakkensoort uit de familie van de Pristilomatidae. De wetenschappelijke naam van de soort is voor het eerst geldig gepubliceerd in 1998 door Maassen.